# Letov Š-22
De Letov Š-22 is een Tsjechoslowaaks eenzits hoogdekker jachtvliegtuig gebouwd door Letov. De Š-22 is ontworpen door ingenieur Alois Šmolík. De Š-22 vloog voor het eerst in 1926. Er is slechts één prototype gebouwd.

## Specificaties
- Bemanning: 1, de piloot
- Lengte: 7,65 m
- Spanwijdte: 10,18 m
- Vleugeloppervlak: 15,59 m2
- Leeggewicht: 934 kg
- Startgewicht: 1 285 kg
- Motor: 1× Škoda L, 331 kW (450 pk)
- Bewapening: 2x 7,7 mm machinegeweren